# جيوسيبي بالما
جيوسيبي بالما (بالإيطالية: Giuseppe Palma)‏ (20 يناير 1994 بنابولي في إيطاليا - ) هو لاعب كرة قدم إيطالي في مركز الوسط. شارك مع منتخب إيطاليا تحت 19 سنة لكرة القدم. أما مع النوادي، فقد لعب مع نادي فيتشينزا ونادي نابولي وكانو-زالجيريس وSSD Ischia Calcio ‏ وPaganese Calcio 1926 ‏.

## روابط خارجية
- جيوسيبي بالما على موقع قاعدة بيانات كرة القدم.إي يو (الإنجليزية)
- جيوسيبي بالما على موقع Soccerway.com (الإنجليزية)